# Émile Levassor
Émile Constant Levassor (Marolles-en-Hurepoix, 21 gennaio 1843 – Parigi, 14 aprile 1897) è stato un ingegnere e pilota automobilistico francese, fondatore nel 1886 di una delle prime case automobilistiche francesi la Panhard & Levassor.
Al volante di un'autovettura di sua produzione prese parte a quella che è considerata la prima vera competizione della Storia dell'automobilismo, la Parigi-Rouen 1894, classificandosi al quinto posto.